# Othmarsingen
Othmarsingen (schweizertyska: Otmisinge) är en ort och kommun i distriktet Lenzburg i kantonen Aargau, Schweiz. Kommunen har 3 155 invånare (2023).